# Abdelatif Saadoune
Abdelatif Saadoune (* 1. Januar 1967) ist ein ehemaliger marokkanischer Radrennfahrer.
Abdelatif Saadoune wurde 2001 Gesamtzweiter der Tour du Faso, im Jahr darauf gewann er bei diesem Rennen eine Etappe und auch die Gesamtwertung. 2003 sowie 2004 wurde er marokkanischer Meister im Einzelzeitfahren. Bis 2013 wurde er zudem drei Mal nationaler Meister im Straßenrennen. 2010 gewann er die Gesamtwertung der UCI Africa Tour und 2011 mit dem marokkanischen Team das Mannschaftszeitfahren der Panarabischen Spiele. Zweimal – 2010 und 2011 – errang er bei afrikanischen Meisterschaften Bronze im Mannschaftszeitfahren. 2016 beendete er seine Radsportlaufbahn.

## Erfolge
2002
- Gesamtwertung und eine Etappe Tour du Faso

2003
- Marokkanischer Meister – Einzelzeitfahren

2004
- Marokkanischer Meister – Einzelzeitfahren

2005
- Marokkanischer Meister – Straßenrennen

2006
- Marokkanischer Meister – Straßenrennen
- zwei Etappen Tour du Faso

2009
- Gesamtwertung Tour du Faso
- eine Etappe Tour of Rwanda

2010
- zwei Etappen Tour du Mali
- Les Challenges de la Marche Verte – GP Oued Eddahab
- Gesamtwertung UCI Africa Tour
- Afrikameisterschaft – Mannschaftszeitfahren

2011
- Panarabische Spiele – Mannschaftszeitfahren
- Afrikameisterschaft – Mannschaftszeitfahren

2012
- Challenge du Prince – Trophée de la Maison Royale

2013
- Marokkanischer Meister – Straßenrennen

2014
- Challenge du Prince – Trophée Princier

2015
- Les Challenges de la Marche Verte – GP Al Massira
- Les Challenges Phosphatiers – Challenge Youssoufia

2016
- eine Etappe Tour du Cameroun